# Amtocephale
Amtocephale – rodzaj wymarłego dinozaura, marginocefala z rodziny pachycefalozaurów.
Skamieniałości nowego rodzaju znaleziono na pustyni Gobi w Mongolii. Nadano im nazwę rodzajową Amtocephale, odwołując się do Amtgai, miejsca znalezienia szczątków, a także greckiego słowa oznaczającego głowę. W obrębie rodzaju wyróżniono pojedynczy gatunek A. gobiensis. Nazwa epitetu gatunkowego również odwołuje się do miejsca znalezienia skamieniałości. Synapomorfie obejmowały głęboki dół nadskroniowy, brak natomiast okna nadskroniowego, szerokie powierzchnie szwów kości przedczołowej z kością nosową, powierzchnie szwów przedczołowego i przedniego nadczołowego leżące w jednej płaszczyźnie, krótką kość ciemieniową o szerokim przyśrodkowym tylnym wyrostku odchodzącym ostro do dołu. Odkrywcom udało się zaliczyć go do rodziny pachycefalozaurów. Jego skamieniałości znaleziono pośród skał formacji Baynshire, datowanej na późny santon bądź jeszcze później, co czyni go być może najstarszym znanym przedstawicielem Pachycephalosauridae. Nie zgadza się z pozycją Amtocephale na drzewie rodowym pachycefalozaurów. Wydaje się raczej taksonem zaawansowanym ewolucyjnie, a nie bazalnym.